# Chevrolet Opala
Chevrolet Opala – samochód osobowy klasy wyższej produkowany pod amerykańską marką Chevrolet w latach 1969 – 1992. 

## Pierwsza generacja

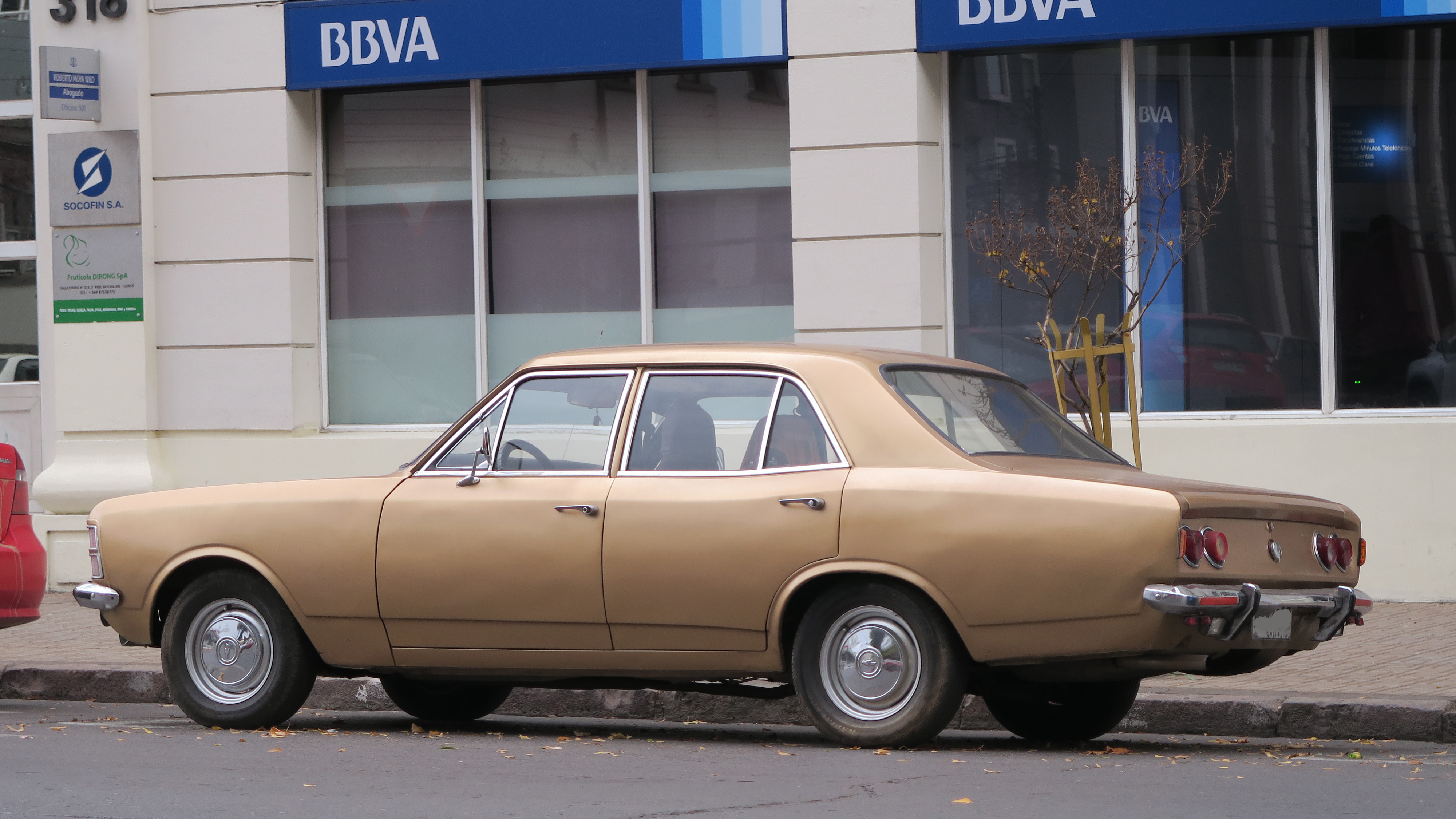
Chevrolet Opala I - tył

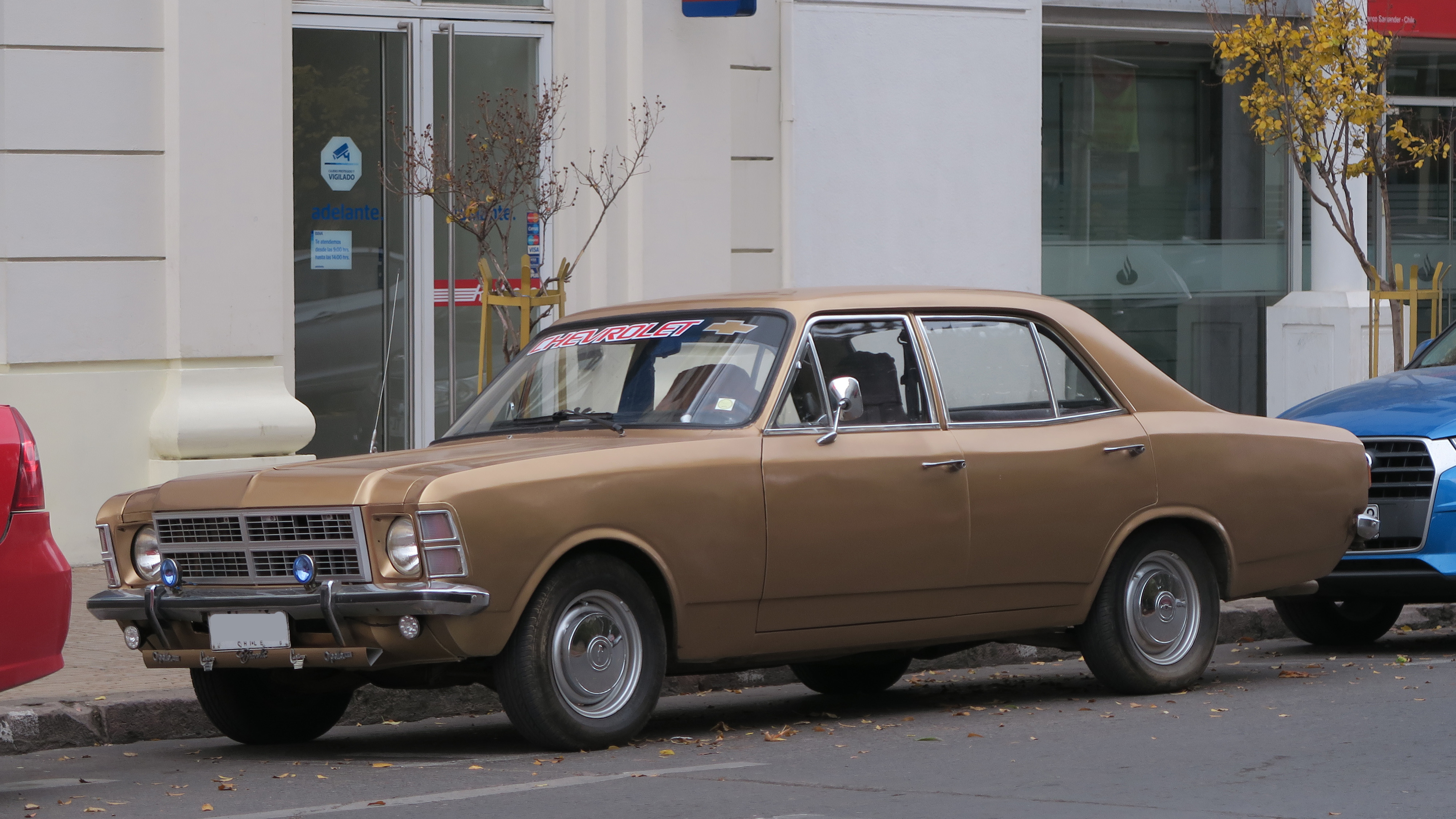
Chevrolet Opala I po liftingu

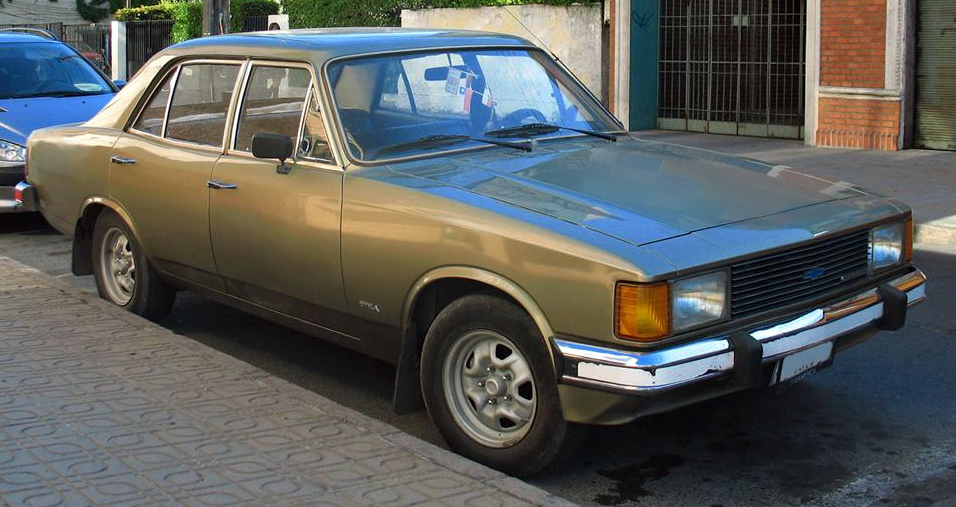
Chevrolet Opala I po drugim liftingu

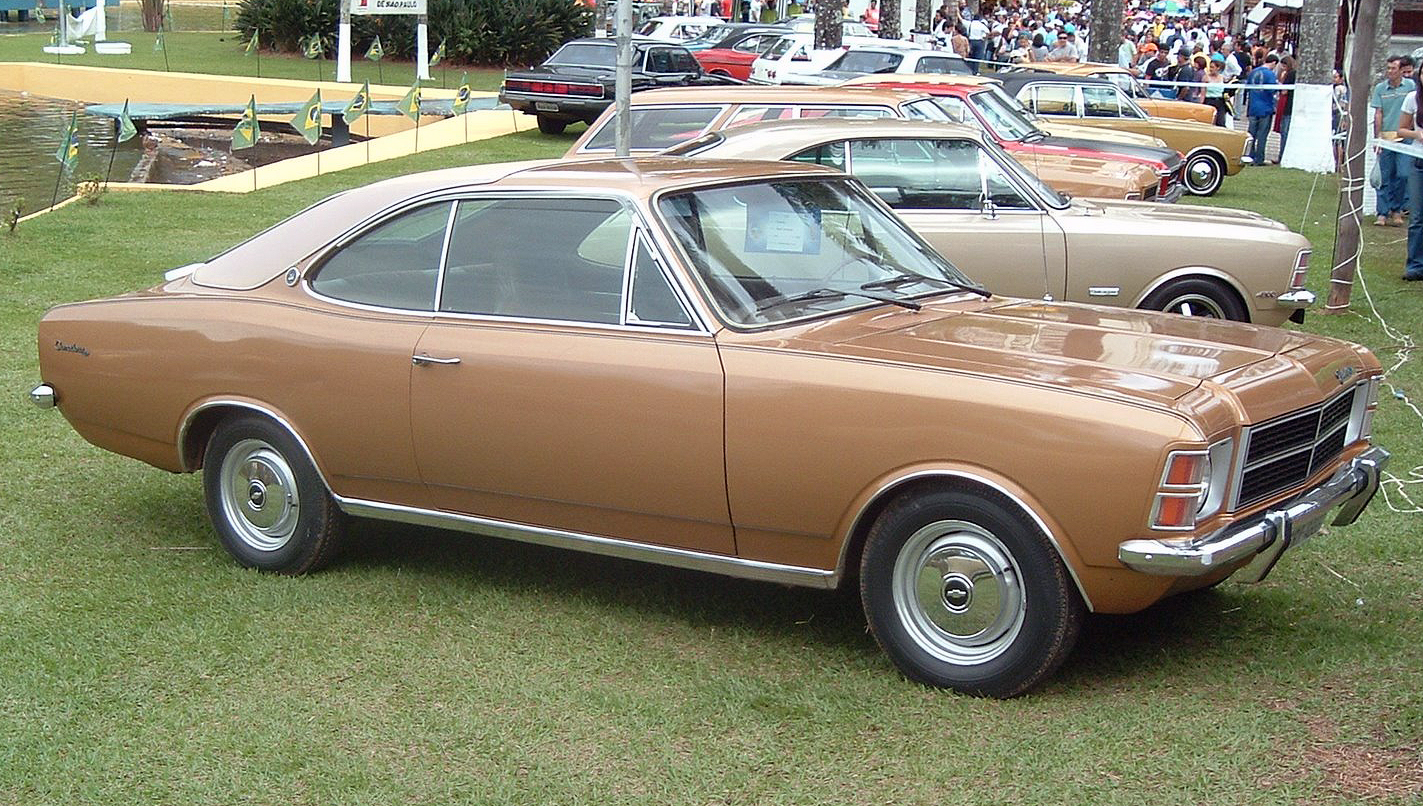
Chevrolet Comodoro I Coupe

Chevrolet Opala I został zaprezentowany po raz pierwszy w 1969 roku.
Model Opala został opracowany przez brazylijski oddział Chevroleta jako pierwszy osobowy pojazd zbudowany z myślą o regionie Ameryki Południowej. 
Do zbudowania modelu wykorzystano platformę z europejskiego Opla Rekorda i droższego modelu Commodore, zyskując charakterystyczne proporcje nadwozia z masywnymi, wyraźnie zaznaczonymi błotnikami i obłym tylnym błotnikiem. Karoseria zyskała liczne chromowane ozdobniki, widoczne np. w atrapie chłodnicy i obudowach reflektorów.

### Restylizacje
W 1975 roku Chevrolet Opala przeszedł pierwszą restylizację, zyskując zmodyfikowany pas przedni z dużą, chromowaną poprzeczkę w atrapie chłodnicy. Zmieniono też obudowy kierunkowskazów, które zyskały podwójne, podzielone na pół klosze.
Drugą, znacznie obszerniejszą niż poprzednio modernizację, Chevrolet Opala przeszedł w 1981 roku. Przód zyskał zupełnie nowy wygląd, z dużymi, kanciastmi reflektorami, a także umieszczonym jednej linii plastikowym wlotem powietrza. Zniknęły też chromowane ozdobniki na rzecz bardziej jednolitej kolorystyki nadwozia.

### Wersje specjalne
W 1975 roku oferta Chevroleta w Brazylii została poszerzona przez topowy model Chevrolet Comodoro, który była luksusową, lepiej wyposażoną alternatywą dla podstawowej Opali.

### Silnik
- L4 2.5l
- L6 3.8l
- L4 4.1l

## Druga generacja

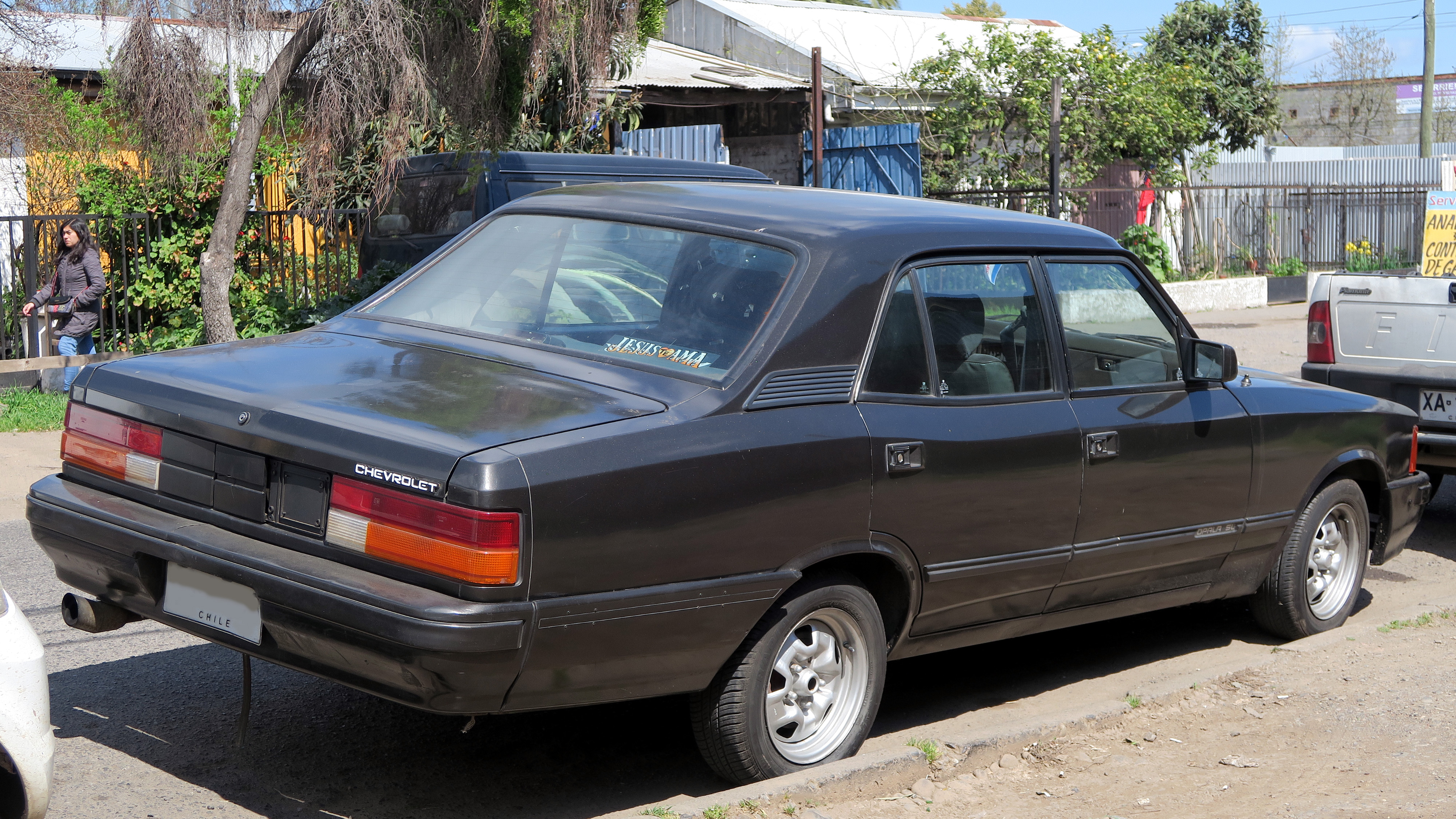
Chevrolet Opala II - tył

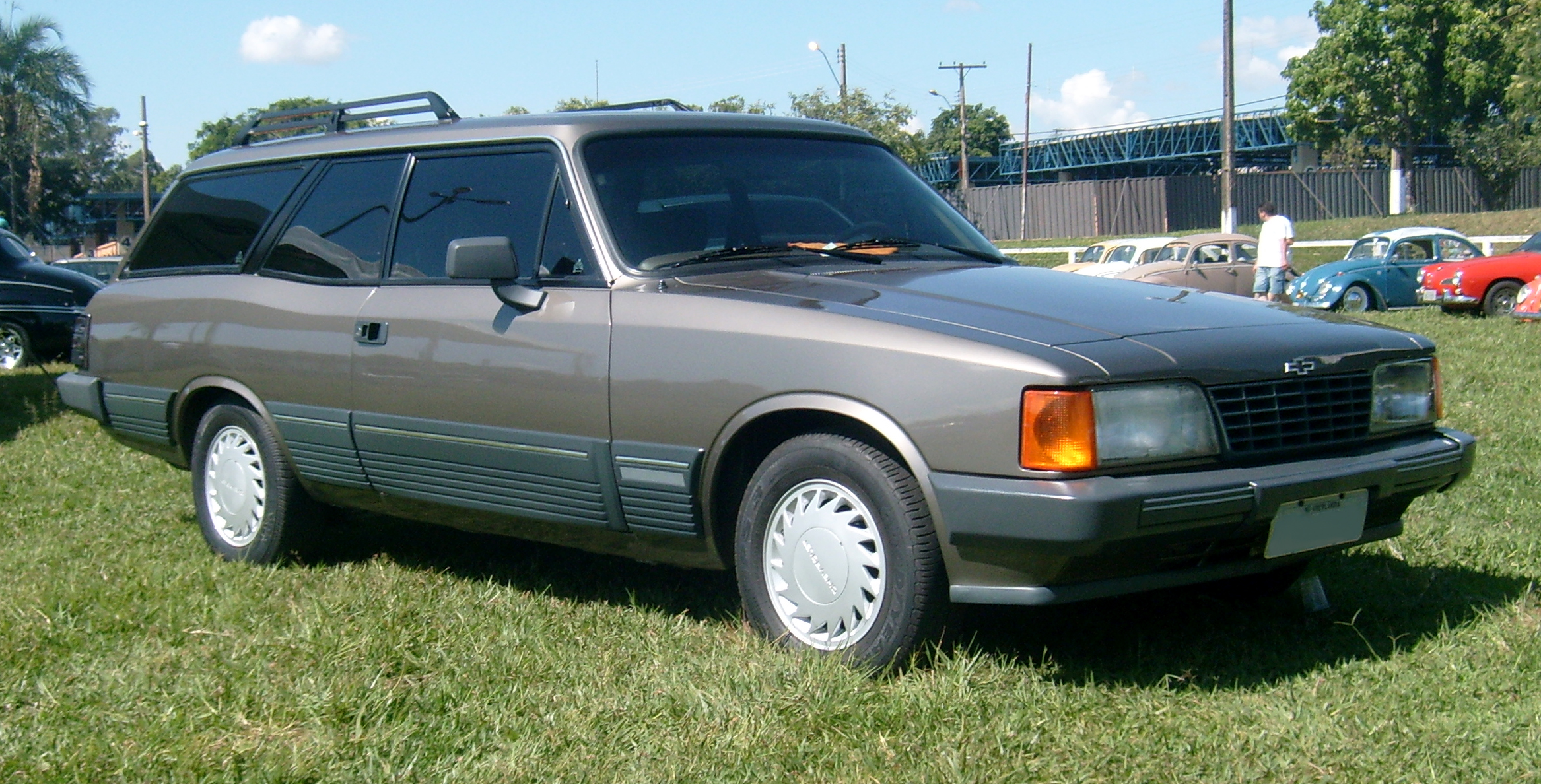
Chevrolet Opala II Caravan

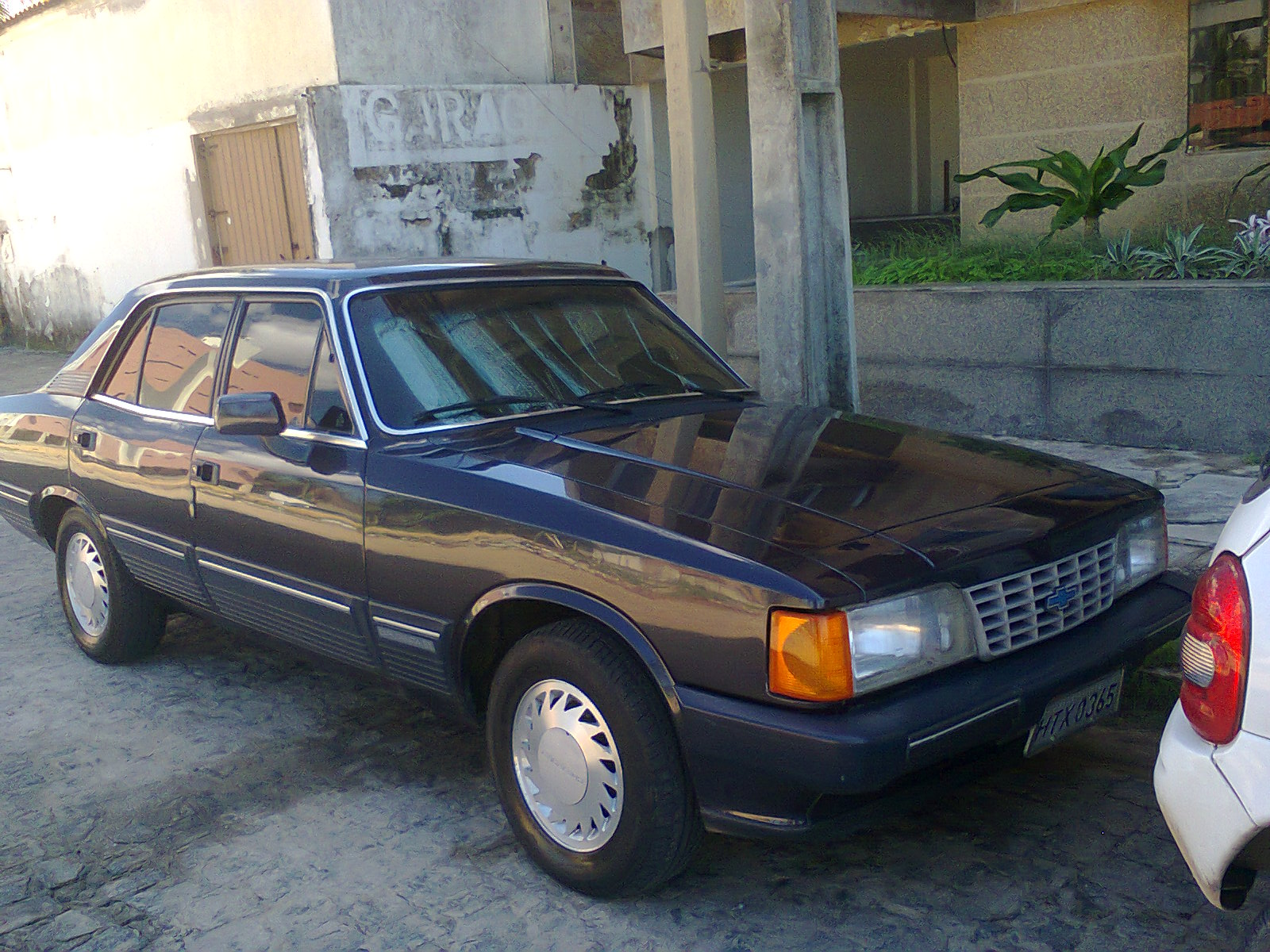
Chevrolet Diplomata

Chevrolet Opala II został zaprezentowany po raz pierwszy w 1987 roku.
Po 18 latach produkcji Chevroleta Opala pod dotychczasową postacią, brazylijski oddział Chevroleta zdecydował się gruntownie zrestylizować wywodzącą się z lat 60. XX wieku konstrukcję, nadając karoserii zupełnie nowy wygląd przy zachowaniu jednocześnie takich samych proporcji z obłym, tylnym nadkolem.
Nadwozie zyskało duże, kanciaste reflektory z przodu, a także podłużne, wielobarwne lampy tylne z umieszczoną między nimi tablicą rejestracyjną. Karoseria stała się bardziej zaokrąglona, za to projekt kabiny pasażerskiej został unowocześniony, upodabniając go do nowszych konstrukcji Chevroleta.

### Wersje specjalne
Podobnie jak w przypadku poprzednika, oferta Chevroleta Opali została poszerzona także o bardziej luksusowe, lepiej wyposażone warianty odróżniające się dodatkowo zarówno detalami stylistycznymi, jak i nazwą. Oprócz modelu Chevrolet Comodoro, ofertę w uzupełnił także wariant Chevrolet Diplomata.

### Koniec produkcji i następca
Po 23 latach rynkowej obecności, Chevrolet Opala został wycofany z produkcji w 1992 roku, nie doczekując się kontynuacji. Brazylijski oddział Chevroleta zdecydował się zastąpić go nowym modelem Omega importowanym z europejskiej oferty Opla.

### Silnik
- L4 2.5l
- L6 3.8l
- L4 4.1l